# Jovem Guarda (álbum)
Jovem Guarda é o quinto álbum do cantor e compositor Roberto Carlos, de 1965.
Foi gravado no mês de setembro com a banda The Youngsters, que aparece nas fotos da contracapa e do encarte. O organista Lafayette foi determinante em canções como "Escreva uma Carta meu Amor", "Mexerico da Candinha", "Eu Te Adoro", "Meu Amor" e na faixa principal, que abre o disco e exerceu grande impacto na época.
| “               | Nesta época, o conjunto que acompanhava o Roberto Carlos nas gravações era o The Angels [nome alternativo do The Youngsters, com o qual gravaram anteriormente 3 LPs pela Copacabana], com a seguinte formação: Carlos Becker (guitarra base), Sergio Becker (sax), Carlos Roberto dos Santos Barreto (GB, guitarra solo), Jonas Caetano Damasceno (baixo) e Romir Pereira de Andrade (bateria). Por sugestão de meu irmão Carlos Becker, como tínhamos acesso a discos importados, estávamos começando a ouvir grupos que tinham em sua formação organistas — naquela época não havia teclados, ainda. Tais grupos, The Animals e Dave Clark Five, serviram de inspiração para que o Carlos sugerisse um organista para os discos do Roberto Carlos, e o indicado pela CBS foi o Lafayette. | ” |
| — Sérgio Becker | |   |

## Álbum
O disco levou o nome do programa apresentado pelo cantor na TV Record, sucesso de audiência na década de 1960. A ideia de batizar o LP como Jovem Guarda foi de Othon Russo, diretor da CBS, argumentando que isto reforçaria tanto a venda do disco como a audiência do programa da Record.
O LP tem como principal destaque "Quero que Vá Tudo pro Inferno", um dos maiores sucessos da carreira do cantor capixaba. A canção abriu o disco, que ainda contou com "Lobo Mau", "O Feio", "Mexerico da Candinha", "Pega Ladrão" e "Não é Papo Pra Mim".
Em 2007, o álbum foi eleito pela revista Rolling Stone Brasil como o 85.º melhor disco brasileiro de todos os tempos.
A banda The Youngsters aparece na contracapa e participou de todas as faixas, com sua instrumentação e som característicos. Teve participação proeminente na gravação deste disco, o tecladista Lafayette.
Em 2013, o disco entrou para o Hall da Fama do Grammy Latino.

## Faixas
| N.º            | Título                                                           | Duração |  |
| 1.             | "Quero que Vá Tudo pro Inferno" (Roberto Carlos / Erasmo Carlos) | 3:58    |  |
| 2.             | "Lobo Mau (The Wanderer)" (E. Maresca / vs. Hamilton Di Giorgio) | 2:48    |  |
| 3.             | "Coimbra" (Raul Ferrão / José Galhardo)                          | 2:41    |  |
| 4.             | "Sorrindo para Mim" (Helena dos Santos)                          | 2:45    |  |
| 5.             | "O Feio" (Getúlio Côrtes / Renato Barros)                        | 2:25    |  |
| 6.             | "O Velho Homem do Mar" (Roberto Rei)                             | 1:55    |  |
| 7.             | "Eu Te Adoro, Meu Amor" (Rossini Pinto)                          | 2:35    |  |
| 8.             | "Pega Ladrão" (Getúlio Côrtes)                                   | 2:20    |  |
| 9.             | "Gosto do Jeitinho Dela" (Othon Russo / Niquinho)                | 2:39    |  |
| 10.            | "Escreva uma Carta, Meu Amor" (Pilombeta / Tito Silva)           | 2:24    |  |
| 11.            | "Não É Papo pra Mim" (Roberto Carlos / Erasmo Carlos)            | 2:06    |  |
| 12.            | "Mexerico da Candinha" (Roberto Carlos / Erasmo Carlos)          | 3:02    |  |
| Duração total: | Duração total:                                                   | 31:44   |  |

### Banda
- Roberto Carlos: voz

#### The Youngsters: todos os instrumentos e faixas (fotos na contracapa)
- Carlos Becker (guitarra base), Carlos Roberto (guitarra solo), Sérgio Becker (sax tenor e barítono), Jonas (baixo) e Romir (bateria
- Backing vocais: The Youngsters
- Lafayette: teclados (órgão hammond analógico)

## Certificações e vendas
| Região                                                       | Certificação | Unidades/vendas |
| ------------------------------------------------------------ | ------------ | --------------- |
| Brasil (PMB)                                                 | 3× Platina   | 750,000‡        |
| ‡vendas+valores de streaming baseados apenas na certificação |              |                 |